# ダベル
ダベル（Dabel）は、音声コミュニケーションアプリである。セカイカメラを開発した井口尊仁が運営している。 Dabel ユーザのうち女性は約3割、また全体の67％をアメリカ人、10％を日本人が占めている （2020年7月26日 登録ユーザー4万人）。

## 主なサービス
iOS端末から、誰もが簡単に音声によるライブ配信ができる。ホストと呼ばれる配信者がストリームを作成し、リスナーとして視聴しているユーザーから、任意のユーザーを承認して公開での対話を行う。

## Dabel2.0
音声ソーシャルサービスの社会認知が広まる中、既存製品を終了して新製品（Dabel2.0）へ移行する計画を発表。（2021年3月19日 ）
Dabel2.0は2021年4月26日にローンチ予定、当面は Apple Developer Program を用いたBeta版のため、メールアドレスによる登録制。